# Elijah Wood
Elijah Jordan Wood, ameriški igralec, * 28. januar 1981, Cedar Rapids, Iowa, ZDA.
Njegova najbolj znana vloga je Frodo Bisagin iz filmske trilogije Gospodar prstanov režiserja Petra Jacksona. V spomin na to vlogo ima pod pasom na desni strani vtetovirano besedo »nine« (angleško »devet«) v Tengwarju.
Da bi se izognil prevelikemu enačenju z eno vlogo, je po vlogi Froda nastopal še v številnih drugih, različnih filmih: Večno sonce brezmadežnega uma, Mesto greha in Bobby.

## Zasebno življenje
Leta 2008 je med sodelovanjem na oddaji Adrenalin Junkie postal prvi človek, ki je na vrveh prečkal Viktorijine slapove.